# Декстер Гордон
Декстер Гордон (Dexter Gordon, 27 лютого 1923 — 25 квітня 1990) — американський джазовий тенор-саксофоніст. Володар премії «Греммі» у номінації «найкраще сольне джазове інструментальне виконання» за саундтрек The_Other_Side_of_Round_Midnight (Blue Note Records, 1986).

## Життя та кар'єра
Декстер Кіт Гордон народився 27 лютого 1923 року в Лос-Анджелесі. Його батько, доктор Френк Гордон, один з перших афроамериканських лікарів у Лос-Анджелесі, прибув у 1918 році після закінчення медичної школи Говардського університету у Вашингтоні. Серед його пацієнтів були Дюк Еллінгтон і Лайонел Хемптон. Мати Декстера, Гвендолін Бейкер була дочкою капітана Едварда Лі Бейкера-молодшого, одного з п'яти нагороджених медаллю Почесного афроамериканців в іспано-американській війні.
Гордон грав на кларнеті з 13 років, з 15 років — на саксофоні.
У 1940—1943 роках грав у гурті Лайонела Хемптона, в 1944 року — групі Флетчера Хендерсона, пізніше — з Луї Армстронгом та Біллі Екстайном. Внаслідок забастовки музикантів у 1942–44 рр більшість ранніх записів Гордона було втрачено, окремі V-дисків, призначених для трансляції для закордонних військ.
Наприкінці 1944 року Гордон проживав у Нью-Йорку, регулярно виступав на бібоп-джем-сесіях. На початку 1945 року брав участь у записах Діззі Гіллеспі (Blue 'n' Boogie, Groovin 'High) та сер Чарльз Томпсон (Takin' Off, If I Had You, Blues XX Century, The Street Beat). Після повернення в Лос-Анджелес в 1946 він став відомим завдяки змаганням з саксофоністом Ворделлом Греєм, що були записані між 1947 і 1952 роками.
Протягом 1950-х роках Гордон страждав залежністю від героїну, в 1953—1955 був ув'язнений за .
У 1961 підписав контракт з Blue Note і на деякий час оселився у Нью-Йорку.
У 1962—1976 роках проживав у Європі, переважно в Парижі та Копенгагені, де грав із колегами-емігрантами, такими як Бад Пауелл, Бен Вебстер, Фредді Хаббард, Боббі Хатчерсон, Кенні Дрю, Горас Парлан та Біллі Хіггінс.
У 1965–73 працював із лейблом Prestige Records працюючи в стилях хард-боп і бі-боп з такими музикантами як Джеймс Муді, Баррі Гарріс, Томмі Фланаган, Вінтон Келлі, Сем Джонс та Рой Брук, Джин Аммонс, Тадом Джонс, Фредді Хаббард та Хенк Джонс . Деякі альбоми Prestige були записані під час поїздок до Північної Америки, коли він ще жив у Європі; інші були зроблені в Європі, включаючи живі сети з джазового фестивалю Монтре .
У 1976 році Гордон остаточно повернувся до Сполучених Штатів. Він з'явився разом з Вуді Шоу, Ронні Метьюз, Стаффордом Джеймсом та Луї Гейзом на концерті в Village Vanguard у Нью-Йорку. Концерт був записаний і виданий Columbia Records під назвою «Повернення додому».
Протягом 1980-х Гордон був ослаблений емфіземою. Його і надалі запрошували на фестивалі і концерти, проте його виступи в прямому ефірі і записи ставали дедалі рідшими.
Гордон помер від ниркової недостатності та раку гортані у Філадельфії 25 квітня 1990 року в 67-річному віці.

## Пам'ять
У 2018 році альбом Гордона «Go» (Blue Note, 1962) був відібраний Бібліотекою Конгресу для збереження в Національному реєстрі звукозаписів як «культурно, історично чи естетично значущий».
25 червня 2019 року журнал The New York Times Magazine включив Декстера Гордона до сотні митців, матеріали яких, були знищені в результаті пожежі на Universal Studios 2008 року.

## Дискографія

### Як соліст
- Dexter Rides Again (1947 78 album; Savoy MG 12130, 1992; SV-120, 2010)
- The Hunt with Wardell Gray (1947 78 album; Savoy SJL 2222, 1977)
- Dexter Gordon — The Chase with Wardell Gray (Dial Records, 1947, re-released as Spotlite (E) SPJ 130)
- Dexter Gordon — Move! (Dial Records, 1947, re-released as Spotlite (E) SPJ 133)
- The Duel with Teddy Edwards (Dial, Spotlite, 1947)
- Dexter Gordon On Dial, The Complete Sessions — The Chase (compilation, Spotlite (E) SPJ 130 CD)
- Dexter Gordon — Long Tall Dexter (Savoy SJL 2211, 1976, compilation of 1940s Savoy tracks, previously released and unreleased)
- Dexter Gordon: Settin' the Pace (Savoy SVY 17027, compilation of 1940s Savoy studio tracks, including alternate takes)
- Dexter's Mood (Cool & Blue [Switzerland] C&B CD-114, 1994, compilation of Dial and Savoy studio tracks)
- The Wardell Gray Memorial, Volume 2 (live jam, Move) (Prestige, PRLP 7009, 1983; CD, OJC 051, 1992)
- The Chase and The Steeplechase, with Wardell Gray, Paul Quinichette (1952, Decca; Universal Distribution CD 9061, 2003)
- Daddy Plays the Horn (Bethlehem 1955)
- Dexter Blows Hot and Cool (Dootone 1955)
- The Resurgence of Dexter Gordon (Jazzland, 1960)
- Doin' Allright (Blue Note, 1961)
- Dexter Calling… (Blue Note, 1961)
- Landslide (Blue Note, 1961–62 [1980])
- Go! (Blue Note 1962)
- A Swingin' Affair (Blue Note, 1962)
- Our Man in Paris (Blue Note, 1963, with Bud Powell, Pierre Michelot, Kenny Clarke)
- One Flight Up (Blue Note, 1964)
- Cheese Cake (SteepleChase, 1979 [1964])
- King Neptune (SteepleChase, 1979 [1964])
- I Want More (SteepleChase, 1980 [1964])
- Love for Sale (SteepleChase, 1982 [1964])
- It's You or No One (SteepleChase, 1983 [1964])
- Billie's Bounce (SteepleChase, 1983 [1964])
- Gettin' Around (Blue Note 1965)
- Clubhouse (Blue Note, 1979 [1965])
- Wee Dot (SteepleChase, 2003 [1965])
- Loose Walk (SteepleChase, 2004 [1965])
- Misty (SteepleChase, 2004 [1965])
- Heartaches (SteepleChase, 2004 [1965])
- Ladybird (SteepleChase, 2005 [1965])
- Stella by Starlight (SteepleChase, 2005 [1966])
- The Squirrel (Blue Note, 2001 [1967])
- Satin Doll (SteepleChase, 2012 [1967])
- Both Sides of Midnight (Black Lion, 1988 [1967])
- Body and Soul (Black Lion, 1988 [1967])
- Take The «A» Train (Black Lion, 1989 [1967])
- After Hours (SteepleChase, 1986, [1969])
- After Midnight (SteepleChase, 1986, [1969])
- Live at the Amsterdam Paradiso (Catfish, 1971 [1969])
- A Day in Copenhagen (MPS, 1969) — with Slide Hampton
- The Tower of Power! (Prestige, 1969) — with James Moody
- More Power! (Prestige, 1969)
- L.T.D. Live At The Left Bank (Prestige, 2001 [1969])
- XXL Live At The Left Bank (Prestige, 2002 [1969])
- Some Other Spring (Sonet, 1970) — with Karin Krog
- Dexter Gordon with Junior Mance at Montreux (Prestige, 1970, with Junior Mance)
- The Panther! (Prestige, 1970, with Tommy Flanagan and Alan Dawson. Prestige Records)
- The Chase! (Prestige, 1970, with Gene Ammons)
- The Jumpin' Blues (Prestige, 1970, with Wynton Kelly)
- Those Were The Days (Moon, 1995 [1967–71])
- Tangerine (Prestige, 1975 [1972])
- Ca'Purange (Prestige, 1972, with Thad Jones, Hank Jones, Stanley Clarke and Louis Hayes)
- Generation (Prestige, 1972, with Freddie Hubbard, Cedar Walton and others)
- Afterhours/The Great Pescara Jam Sessions Vol 1&2 (Ports Song, 1973, with Eric Ineke)
- Blues à la Suisse (Prestige, 1973)
- Candlelight Lady (SteepleChase, 2014 [1974])
- The Apartment (SteepleChase, 1974)
- The Rainbow People (Steeplechase, 2002 [1974], with Benny Bailey)
- Round Midnight (SteepleChase, 1991 [1974], with Benny Bailey)
- Revelation (SteepleChase, 1995 [1974], with Benny Bailey)
- More Than You Know (SteepleChase, 1975) with Orchestra arranged and conducted by Palle Mikkelborg
- Stable Mable (SteepleChase, 1975)
- Something Different (SteepleChase, 1975)
- Bouncin' with Dex (SteepleChase, 1975)
- Swiss Nights Vol. 1 (SteepleChase, 1976 [1975])
- Swiss Nights Vol. 2 (SteepleChase, 1978 [1975])
- Swiss Nights Vol. 3 (SteepleChase, 1979 [1975])
- Lullaby for a Monster (SteepleChase, 1981 [1976])
- True Blue (Xanadu, 1976, with Al Cohn)
- Silver Blue (Xanadu, 1976, with Al Cohn)
- Biting the Apple (SteepleChase, 1976)
- Homecoming: Live at the Village Vanguard (Columbia, 1976, with Woody Shaw, Ronnie Mathews, Stafford James, Louis Hayes)
- Sophisticated Giant (Columbia, 1977, with 11-piece big-band including Woody Shaw, Slide Hampton, Bobby Hutcherson, and Benny Bailey)
- Manhattan Symphonie (Columbia, 1978, with Rufus Reid — bass, Eddie Gladden — percussion, and George Cables — keyboard)
- Live at Carnegie Hall (Columbia, 1998 [1978], 2 tracks with Johnny Griffin)
- North Sea Jazz Legendary Concerts (North Sea Jazz, 1979)
- Nights at the Keystone, Volumes 1-4 (1979, Blue Note; CD release 1990)
- Gotham City (Columbia, 1981, with Woody Shaw, Cedar Walton, George Benson, Percy Heath, Art Blakey)
- American Classic (Elektra, 1982, featuring Grover Washington Jr. and Shirley Scott)
- The Other Side of Round Midnight (Blue Note, 1986)

### Як запрошений музикант
З Робом Агербеком
- All Souls (Dexterity, 1972, with Eric Ineke and others)

З Джином Аммонсом
- The Chase! (Prestige, 1970)
- Gene Ammons and Friends at Montreux (Prestige, 1973)

З Луї Армстронгом
- Dexter Gordon, Vol. 1 Young Dex 1941—1944 (Masters Of Jazz MJCD 112)
- Louis Armstrong And His Orchestra 1944—1945 (Blue Ace BA 3603)
- Louis Armstrong And His Orchestra (AFRS One Night Stand 240) (V-Disc, 1944)
- Louis Armstrong And His Orchestra (AFRS One Night Stand 253) (V-Disc, 1944)
- Louis Armstrong And His Orchestra (AFRS One Night Stand 267) (V-Disc, 1944)
- Louis Armstrong New Orleans Masters, Vol. 2 (Swing House (E) SWH 44)
- Louis Armstrong And His Orchestra (AFRS Spotlight Bands 382) (V-Disc, 1944)
- Louis Armstrong — Chronological Study (MCA Decca 3063 72)
- Louis Armstrong And His Orchestra (AFRS Spotlight Bands 444) (V-Disc, 1944)
- Louis Armstrong And His Orchestra (AFRS Spotlight Bands 465) (V-Disc, 1944)
- Various Artists, Louis, Pops And Tram (IAJRC 21) (off V-Disc, 1944)
- Louis Armstrong Armed Forces Radio Service 1943/44 (Duke (It) D 1021)

З Тоні Беннеттом
- Berlin (Columbia, 1987)

З Ральфом Бернсом
- Various Artists — OKeh Jazz (Epic EG 37315)

З Бенні Картером
- The Fabulous Benny Carter (1946, Audio Lab AL 1505)
- Benny Carter And His Orchestra (AFRS Jubilee 246) (V-Disc, 1947)
- Various Artists — Jazz Off The Air, Vol. 3 (Spotlite (E) SPJ 147) (off V-Disc 1947)

З Натом Кінг Коулом
- Nat King Cole Meets The Master Saxes 1943 (Phoenix Jazz LP 5)

З Таддом Дамероном
- Tadd Dameron/Babs Gonzales/Dizzy Gillespie — Capitol Jazz Classics, Vol. 13: Strictly Bebop (Capitol M 11059)

З Біллі Екстайн
- The Chronological Billy Eckstine and His Orchestra, 1944—1945 (CD, Classic Records [France], 1997)
- Billy Eckstine, The Legendary Big Band (SVY 17125)

З Букером Ервіном
- Setting the Pace (Prestige, 1965)

З Лоуеллом Фулсоном
- Lowell Fulson (Swing Time 320)

З Дізі Гіллеспі
- Dexter Gordon, Vol. 2 Young Dex 1944—1946 (Masters Of Jazz MJCD 128)
- Dizzy Gillespie — Groovin' High (Savoy MG 12020, 1992; SV 152, 2010)

З Лайонелом Хемптоном
- Dexter Gordon, Vol. 1 Young Dex 1941—1944 (Masters Of Jazz MJCD 112)
- Lionel Hampton, Vol. 1: 1941—1942 (Coral (G) COPS 7185)
- Decca Jazz Heritage Series DL-79244

З Гербі Хенкоком
- Takin' Off (Blue Note, 1962)
- Round Midnight (1986), Columbia Records

З Вайноні Гарріс
- Wynonie Harris — Love Is Like Rain / Your Money Don't Mean A Thing (Come Live With Me Baby) (King 4217)

З Флетчером Хендерсоном
- Fletcher Henderson And His Orchestra (AFRS Jubilee 76), (V-Disc, 1944)
- Fletcher Henderson And His Orchestra (AFRS Jubilee 77), (V-Disc, 1944)

З Хелен Хьюмз
- Various Artists — Black California (Savoy SJL 2215)
- Helen Humes — Be-Baba-Leba 1942-52 (Whiskey, Women And… Gene Norman «Just Jazz» concert, February 2, 1952, KM 701)
- Helen Humes — New Million Dollar Secret (Whiskey, Women And… Gene Norman «Just Jazz» concert, February 2, 1952, KM 707)

З Філі Джо Джоунсом
- Philly Mignon (Galaxy, 1977)

зі Стен Леві
- Stan Levey — This Time The Drum's On Me (Bethlehem BCP 37)

З Джекі Маклін
- The Meeting (SteepleChase, 1974)
- The Source (SteepleChase, 1974)

З Джері Малліганом
- Gerry Mulligan — Capitol Jazz Classics, Vol. 4: Walking Shoes (Capitol M 11029)
- Classic Capitol Jazz Sessions (Mosaic MQ19-170)

З Чарлі Паркером
- Charlie Parker — Every Bit Of It 1945 (Spotlite (E) SPJ 150D)

З Лео Паркер
- The Be Bop Boys (Savoy SJL 2225)
- Leo Parker — Birth Of Bop, Vol. 1 (Savoy XP 8060)

З Поні Пойндекстером
- Pony's Express (Epic, 1962)
- Stella By Starlight (co leader) (SteepleChase 1966)

З Джиммі Рашінгом
- Jimmy Rushing/Don Redman/Russell Jacquet/Joe Thomas — Big Little Bands (1946, Onyx ORI 220)
- Black California, Vol. 2: Anthology (1946, Savoy SJL 2242)

З Лесом Томпсоном
- Les Thompson — Gene Norman Presents Just Jazz (RCA Victor LPM 3102)

З Беном Вебстером
- Ben Webster Nonet (1945, Jazz Archives JA 35)